# Pitevna (film)
Pitevna (v thajském originále Sop) je thajský hororový film z roku 2006. Režisérem filmu je Dulyasit Niyomgul. Hlavní role ve filmu ztvárnili Natthamonkarn Srinikornchot, Nirut Sirichanya, Komgrich Yuttiyong a Joanne Michele Ivanitz.

## Obsazení
| Natthamonkarn Srinikornchot | Mai        |
| Nirut Sirichanya            | Dr. Prakit |
| Komgrich Yuttiyong          | Dr. Winai  |
| Joanne Michele Ivanitz      |            |